# Hasuda
Hasuda (jap. 蓮田市 Hasuda-shi) – miasto w Japonii, na wyspie Honsiu, w prefekturze Saitama. Ma powierzchnię 27,28 km². W 2020 r. mieszkało w nim 61 530 osób, w 25 462 gospodarstwach domowych  (w 2010 r. 63 315 osób, w 23 461 gospodarstwach domowych).